# Stenotosauridae
De Stenotosauridae zijn een familie van uitgestorven mastodonsauroïde temnospondyle Batrachomorpha (basale 'amfibieën'). Ze omvatten geslachten zoals Stenotosaurus, Wellesaurus en Procyclotosaurus.